# 急性骨髄性白血病
急性骨髄性白血病（きゅうせいこつずいせいはっけつびょう、英: acute myelogenous leukemia、略称:AML）は、白血病の一種で、骨髄系の造血細胞が悪性腫瘍化し、分化・成熟能を失う疾患である。

## 概要
正常な造血細胞は造血幹細胞から分化を始めた極初期にリンパ系と骨髄系の2系統に分かれ、それぞれ成熟していく。この造血細胞が腫瘍化したものが白血病であり、その中でも細胞が成熟能を失うものを急性白血病と呼ぶ。さらに急性白血病の中で白血病細胞に骨髄系への分化の傾向が見られるものを急性骨髄性白血病という。骨髄系への分化は早い段階で止まり、正常に成熟することはない。
急性骨髄性白血病では白血病細胞は分化・成熟能に異常を来たし、白血病細胞は造血細胞の幼若な形態をとることから、芽球とも呼ばれる。急性骨髄性白血病はこの芽球が増殖する疾患である。
白血病細胞は正常な造血細胞と比べて増殖（細胞分裂）が速いわけではなく、むしろ増殖の速度は遅い。正常な血球は寿命を持ち、造血が適切なコントロールを受けているために一定の数を保っている。しかし白血病細胞はコントロールを受けることなく増殖を続けるために無制限に数を増し、骨髄中で正常な造血細胞を圧倒して正常な造血を阻害し、骨髄中から末梢血へとあふれ出てくるのである。
白血病細胞が増殖して骨髄を占拠してしまうために正常な造血が行えなくなり、赤血球、白血球、血小板が減少するために出血、易感染症、貧血などの諸症状を起こす。また、末梢血にあふれ出た白血病細胞が各臓器に浸潤し、各臓器の組織を破壊することでさまざまな症状を引き起こす。
慢性白血病は急性白血病が慢性化した疾患ではない。この両群の発生機序は基本的に異なり、急性白血病が慢性化することはないが、逆に慢性白血病が急性化することは少なからずある（急性転化）。

## 症状
受診のきっかけとなる初期症状としては、
- 鼻血や歯肉からの出血が止まりにくい、紫斑、点状出血ができるなどの易出血症状
- 風邪だと思っていたがなかなか熱が下がらないなどの感染症
- 全身倦怠感・息切れなどの貧血症状

などがある。
健康診断で数値異常を指摘され、発見される場合もまれにはある。早期発見すれば当然症状も軽度であり、診断までの期間が遅れるほど白血病細胞は増加して初期症状の強さがまし、脾臓、肝臓やリンパ節などに浸潤して臓器腫大をきたし、さまざまな症状が現れるようになる。

## 診断
通常、症状が出る段階になれば血液検査にて貧血、血小板減少が認められ、病院における標準的な血液検査さえ行えば健康人の末梢血では見られないはずの芽球が出現していることが多く、血液中に芽球が出現していれば専門医でなくとも白血病を疑うのはさほど難しくはない。ただし、血液中に芽球が出現する疾患、あるいは骨髄で芽球が正常より増える疾患は急性骨髄性白血病だけではなく、したがって2008年WHO分類では骨髄中の芽球の割合が20%以上と定義している。急性骨髄性白血病では症状がでる段階まで進んでいると、すでに体内の白血病細胞の総数は膨大なものになっているので、血液内科専門医を緊急に受診する必要がある。通常は診察を担当した医師がすぐさま血液専門医に紹介を行い血液専門医のいる病院に緊急に転院させる。血液専門医は白血病が疑われる場合、すぐに骨髄検査および遺伝子検査などを行い、診断を確定する。

## 病型分類
骨髄の中には造血幹細胞から種々の血球に分化していく途中の細胞があり、それらの内のどの段階の細胞が腫瘍化したかによるFAB分類 (French-American-British criteria) に基づいてM0-M7の病型、およびそれらの亜型に分類される。FAB分類は染色を用いた顕微鏡的観察に基づくものである。近年は分子遺伝学的な観点に基づいたWHO分類が用いられてきている（下記参照）。

### FAB分類
腫瘍細胞の形態を重視し、それに細胞化学染色（ペルオキシダーゼ染色など）を組み合わせて判断する。近年は細胞表面マーカーも診断に用いられるようになっているが、あくまで補助的なものと考えるべきである。M0、M7以外はミエロペルオキシダーゼ (MPO) 陽性である。
M0 急性骨髄球性白血病、未分化型
最も未分化なタイプであり、MPO陰性。CD13・CD33陽性。全体の5%（成人）。
M1 急性骨髄芽球性白血病
芽球が90%以上。
M2 分化傾向を持つ急性骨髄芽球性白血病
t(8;21)、(q22;q22)転座が代表的な遺伝子異常。t(8;21)のものは化学療法の感受性がきわめて高い。成熟傾向のある顆粒球系細胞が10%以上存在。AMLの中では比較的予後良好。
M3 急性前骨髄球性白血病 (APL)(ICD-10: C92.4)
前骨髄球の腫瘍。前骨髄球は、血液を凝固させるトロンボプラスチンという物質に似たトロンボプラスチン類似様物質を大量に持つため、大量のがん化した前骨髄球が壊される際に大量のトロンボプラスチン類似様物質が血中に漏れ出し、激烈な播種性血管内凝固 (DIC) を伴うことが多いため、脳出血などによる早期の死亡リスクが高く、注意を要する。
血液検査では、白血球中に多く含まれるミエロペルオキシダーゼ (MPO) が細胞の分裂と破壊の亢進により高値になる。白血球数は正常な場合も多く参考にならないが、骨髄の白血球分画を見ると、骨髄細胞が増えすぎて過形成を起こしていたり、アズール顆粒と言うトロンボプラスチン類似様物質を前骨髄球の細胞質中に認めたりする。また、アズール顆粒が集まり融合するとアウエル小体と呼ばれる針状の構造を形成する。特に多量のアウエル小体を前骨髄球中に認める場合、ファゴット細胞 (faggot cell) と呼ばれる。
染色体異常として、15番染色体と17番染色体の相互転座（t(15;17)と表す）と呼ばれる現象が認められる。t(15:17)(q22;q21)はPML-レチノイン酸レセプター (RARα) 異常を来す。PML/RARαは正常RARと異なりコリプレッサーと解離しにくいが、ATRA投与により解離し、転写が進行し、APL細胞は分化を開始する。
M4 急性骨髄単球性白血病 (AMMoL)
M4Eoではinv(16),t(16;16)転座が代表的な遺伝子異常。化学療法の感受性が高い。
M5 急性単球性白血病 (AMoL)
骨髄有核細胞中で単級系が80%以上を占める。特異的エステラーゼは陰性であるが、非特異的エステラーゼが強陽性となることが多い。11q23（MLL遺伝子）の異常を伴うものがある。
M5a
単芽球が単球細胞の80%以上を占める未分化型場合。MPO陰性であることもある。
M5b
単芽球が単球細胞の80%未満の時。

M6 赤白血病
骨髄有核細胞中赤芽球が50%以上あり、赤血球を除いた細胞中で骨髄芽球が30%以上を占めるもの。
M7 急性巨核芽球性白血病
白血病細胞は小型で偽足様突起を持つ。MPO陰性であるが、PPO、CD41、CD61陽性。予後は極めて不良。

### WHO分類
近年では、血液腫瘍疾患における病態生理の分子レベルでの解明に従い、分類の再構成が試されてきた。その結果、2000年にはWHO造血器・リンパ組織・腫瘍分類が発表され(第3版)、さらに2008年に改訂された(第4版)。
第4版においては大きく7つのカテゴリーに分類されている。
本記事は「急性骨髄性白血病」であるが、ここではWHO分類に準じて「急性骨髄性白血病および関連前駆細胞性腫瘍」に関して記載する。
特定の遺伝子異常を有するAML (AML with recurrent genetic abnormalities)
AML：t(8;21)(q22;q22)；RUNX1-RUNX1T1
FAB分類のM2の約10%に認められる。骨髄肉腫のような腫瘤形成を認める場合は骨髄の芽球比率が20%を切る場合があるが、変異の存在が確認されれば本症と診断される。化学療法に対する反応性が良い。
AML：inv(16)(p13.1q22) または t(16;16)(p13.1;q22)：CBFB-MYH11
FAB分類でのM4Eoに相当する。化学療法に対する反応性が良い。
APL：t(15;17)(q22;q21)；PML-RARA
FAB分類のM3に相当する。治療法、予後が他のAMLと異なる(後述)。
PML以外の遺伝子との転座を起こすRARA遺伝子転座を有する症例がある。APLとは形態や治療反応性が異なるため、「非定型なRARA遺伝子転座を有するAML」と診断される。
AML：t(9;11)(p22;q23)；MLLT3-MLL
ほとんどがM5の形態をとる。
第3版ではMLLT3以外の遺伝子と転座を起こすMLL遺伝子転座を有するAMLをまとめて「11q23MLL異常を伴うAML」として分類していたが、MLLT3-MLL以外の転座を有するAMLは予後が悪いため、この転座を有するAMLのみを独立して分類することとなった。
MLL転座を有するものでも、抗がん剤などの治療履歴のある場合、あるいはMDS関連染色体を有する症例は、治療関連骨髄性腫瘍、MDSに関連した変化を有するAML、にそれぞれ分類される。
AML：t(6;9)(p23;34)；DEK-NUP214
APLとM7以外のすべての形態をとりうる。予後不良である。
AML：inv(3)(q21q26.2)またはt(3;3)(q21;q26.2)；RPN1-EVI1
APL以外のすべての形態をとりうる。血球の異形成が著明である。予後不良である。
AML (megakaryoblastic)：t(1;22)(p13;q13)；RBM15-MKL1
AML全体の1%以下のまれなタイプで、さらにDown症を伴わない3歳未満の乳幼児に多いという特徴がある。
FLT3、KITなどの遺伝子変異などは高頻度に認められ予後不良因子となるが、すべての病型のAML, MDSに認められうることから、独立した疾患分類とはなっていない。
NPM1、CEBPA遺伝子の変異は染色体が正常核型のAMLに高頻度に認められ、ある程度の形態的・臨床的特徴を示すが、さらなる検討を要するということで「暫定的病型」 (provisional entity) とされている。
骨髄異形成に関連した変化を有するAML (AML with myelodysplasia-related changes; AML/MRC)
多系統に形態的異形成をもつAML
骨髄異形成症候群 (MDS) またはMDS/MPDの既往をもつAML
MDS関連の染色体異常をもつAML
治療関連白血病も異形成を伴うことが多いが、このカテゴリーには入れない。
治療関連骨髄性腫瘍
MDS, MDS/MPN, AMLのどの形態であっても、該当の既往があるものはこのカテゴリーに統合されている。ただしCMLなどの骨髄増殖性疾患の急性転化は、それに対する化学療法の既往があったとしてもこのカテゴリーには入れない。
分類不能の急性骨髄性白血病
特定の遺伝子異常が明らかになっていない、また治療既往や骨髄異形成症候群との関連がはっきりしないAMLがこのカテゴリーになる。形態学・組織化学・免疫表現型で細分類される（つまりFAB分類と同様）。
最未分化型AML
FAB分類のM0に相当する。
未分化型AML
FAB分類のM1に相当する。
分化型AML
FAB分類のM2に相当する。
急性骨髄単球性白血病
FAB分類のM4に相当する。
急性単球性白血病
FAB分類のM5に相当する。
急性赤白血病
FAB分類のM6に相当する。急激な転帰をとることが多く、予後は悪い。
急性巨核芽球性白血病
FAB分類のM7に相当する。ただしt(1;22)(p13;q13)を有するもの、およびDown症候群関連白血病は含まない。予後不良である。
急性好塩基球性白血病
きわめてまれな疾患。このため報告数は少ないが、概して予後不良である。
骨髄線維症を伴う急性汎骨髄症 (Acute panmyeloidosis with myelofiblosis; APMF)
「MDS関連の染色体異常をもつAML」に合致しない、骨髄の線維化と芽球の増加を伴う急性の骨髄増殖性疾患。

骨髄肉腫 (Myeloid sarcoma)
骨髄芽球が髄外腫瘤を形成する疾患。一般的なAMLの髄外浸潤は、組織構造が侵されない限り含まない。
Down症に伴う骨髄増殖症 (Myeloid ploliferations related to Down syndrome)
Down症児はDown症ではない小児に比べて白血病を発症しやすい、AMLの比率が多い、GATA1遺伝子変異を有することが多い、などの特徴があり、疾患分類として独立している。
一過性異常骨髄増殖症 (Transient abnormal myelopoiesis)
Down症に伴う骨髄性白血病

芽球形質細胞様樹状細胞腫瘍 (Blastic plasmacytoid dendritic cell neoplasm; BPDCN)
形質細胞様樹状細胞の前駆細胞が悪性化した疾患。

## 治療
治療は抗がん剤を用いた強力な化学療法が主体となる。このため抗がん剤の臓器毒性や合併症に耐えられるかを、年齢、全身状態、合併症有無とその程度などから評価して治療内容を決定する。
治療は寛解導入療法と寛解後療法からなる。全身に存在する白血病細胞を化学療法で減少させ、顕微鏡検査で白血病細胞が認められない状態(これを寛解という)に到達させるのが寛解導入療法である。しかしこの段階では白血病細胞は残存している(これを微小残存病変(minimal residual disease:MRD)という)ので、さらに化学療法を行い残存している白血病細胞の全滅(Total cell killと呼ばれる)を図る。これが寛解後療法である。実際には寛解後療法はある一定以上を継続しても再発率はそれ以上減少することはなく、治療に伴う有害事象の方が大きくなるので、寛解後療法の回数は4回までとなる。完全寛解の状態が5年続けば再発の可能性は低く治癒とみなしてよいとされている。なお急性リンパ性白血病では有用な維持療法は、AMLでは有用性は示されていない。

### 強力な治療が可能な初発AML（APL以外）

#### 寛解導入療法
- アントラサイクリン系のダウノルビシン（高用量）またはイダルビシン3日間と標準量シタラビン7日間投与の併用[4] - これらの薬剤の増量または多剤の追加は、治療成績が向上せず有害事象が多くなる[5][6][7]ため推奨されない。1回の寛解導入療法では寛解に至らない場合、同じ治療法をもう1回行う。

#### 寛解後療法
- 大量シタラビン療法 - AML：t(8;21)(q22;q22)；RUNX1-RUNX1T1とAML：inv(16)(p13.1q22) または t(16;16)(p13.1;q22)：CBFB-MYH11では、下記の治療方法よりも成績が良い[8]ので標準的な治療法となる。ただし感染症や有害事象が多い。
- 標準量シタラビン + アントラサイクリン系（ミトキサントロン・ダウノマイシン・アクラルビシン）+ α（エトポシド・ビンクリスチン・ビンデシン） - 上記以外のAMLで標準的となる。これは大量シタラビン療法と比較して成績に差がなかった[8][9]ことによる。

### 強力な治療ができない初発AML(APL以外)
全身状態が不良な場合は治療関連死の危険が高いため、症状の緩和に努めるという選択もある。

#### 寛解導入療法
以下の治療法が選択されうる。
- 標準量ダウノルビシン + 標準量シタラビン
- 標準量ダウノルビシン + エノシタビン
- 低用量シタラビン + (G-CSF + アクラルビシン) (CAG療法)

#### 寛解後療法
- シタラビン + アントラサイクリン系（ミトキサントロン・ダウノマイシン・アクラルビシン）+ α(エトポシド・ビンクリスチン・ビンデシン) - 状況に応じて減量する。60歳以上では大量シタラビン療法は有用ではない[10]。

### 再発・難治AML(APL以外)
基本戦略は、サルベージ療法によって再度寛解に導入し、寛解導入と同程度、あるいはそれ以上の強度で寛解後療法を行い、最終的に同種造血幹細胞移植を行うことである。標準的な治療法が確立されている訳ではないが、以下の治療法があげられる。

#### 晩期再発(初回寛解から1年以上経過してからの再発)
- 初発時の寛解導入療法を再施行
- A-Triple V療法
- MEC療法 (ミトキサントロン + エトポシド + 中用量シタラビン)

など

#### 早期再発(初回寛解から再発まで1年未満)
高用量シタラビンを中心とした治療法または新規薬剤
- S-HAM療法 (ミトキサントロン + 高用量シタラビン)
- FLAGM療法 (ミトキサントロン + フルダラビン + 高用量シタラビン + G-CSF) - フルダラビンをシタラビンの4時間前に投与すると、シタラビンの抗白血病作用が増強されることを利用したもの。ただし日本では2014年現在、フルダラビンはAMLの保険適用がない。
- ゲムツズマブ オゾガマイシン - 抗CD33モノクローナル抗体に毒素のカリケアマイシンが結合した薬剤。
- Volasertib - 現在臨床試験中のPlk阻害薬。

### 初発APL

#### 寛解導入療法
APLが他のAMLと区別される最大の特徴はオールトランスレチノイン酸（ATRA）による分化誘導療法が有効なことである。この薬剤の登場によりAPLはAMLのなかで最も予後良好な群となった。しかしAPLは線溶亢進を伴う重篤な播種性血管内凝固症候群を合併するため速やかに治療を開始する必要がある。またATRA治療中にAPL分化症候群と呼ばれる急激な白血球増加や発熱、浮腫、ARDS様の呼吸不全、腎不全、心不全を生じることがあるため、治療には注意を要する。レチノイン酸症候群が発症した場合はATRAを休薬し副腎皮質ホルモンを投与する。なお、ATRA治療中は、絶対にトラネキサム酸を投与してはならない（参考記事）。
原則としてアントラサイクリン系と標準量シタラビンとATRAを併用する。白血球数・APLともに少ない場合はATRA単独でもよいが、この場合でも白血球数が増加した場合にはアントラサイクリン系と標準量シタラビンを追加する。

#### 寛解後療法
アントラサイクリン + 標準量シタラビン (+ エトボシド)を3コース行う。
上記治療後にPCR検査でPML-RARAが陰性であれば、経過観察でよい(追加の多剤併用化学療法は成績を改善せず、有害事象が多いため)。

### 再発APL
亜ヒ酸により再度寛解に至ることが多いので、亜ヒ酸 + アントラサイクリンによる治療が第一選択となる。ただし亜ヒ酸は致死的不整脈を起こす危険があるなどの副作用も多い。また引き続き亜ヒ酸を含む化学療法を寛解後療法として行うが、再発も多いため、PCR検査でPML-RARAが陰性であれば自己造血幹細胞移植を行う。陽性であれば同種造血幹細胞移植を考慮する。
亜ヒ酸が使用できない場合は、ゲムツズマブオゾガマイシンやタミバロテンが用いられる。

### 造血幹細胞移植
造血幹細胞移植では、致死量をはるかに超えた大量の抗がん剤と放射線によって白血病幹細胞を含めて病的細胞を一気に根こそぎ死滅させることを目指す（前処置という）。しかし、この強力な治療によって正常な造血細胞も死滅するので患者は造血能力を完全に失い、そのままでは患者は確実に死亡する。そのためにHLA型の一致した健康人の正常な造血幹細胞を移植して健康な造血システムを再建する必要がある。
しかしこの方法（通常移植の前処置）はあまりに強力なため、体力の乏しい患者や高齢者は治療に耐えられない。そのためミニ移植という手段もある。ミニ移植では前処置の抗がん剤投与や放射線治療はあまり強力にはしない。そのために白血病幹細胞は一部が生き残る可能性は高いが、移植した正常な造血システムによる免疫によって残った白血病幹細胞が根絶されることを期待する。ただし、ミニ移植でもかなり強力な治療には違いないので、すべての患者が適応になるわけではない。

### 分子標的治療薬
以下の分子標的治療薬が開発研究進められており、上記化学療法との併用治療が検討されている。FLT3阻害薬であるギルテリチニブとキザルチニブは再発または難治のFLT3-ITD変異陽性例に対して認可されている。

#### FLT3阻害薬
細胞増殖促進の受容体型チロシンキナーゼである「FLT3：FMS-like tyrosine kinase 3遺伝子」の阻害剤として、FLT3遺伝子変異陽性AMLに対する薬剤として以下がある。
- ミドスタウリン(midosutaurin)：FLT3-ITD/FLT3-TKDのいずれの場合において適応とされ、DNR＋AraCに併用療法として用いられる。
- キザルチニブ(quizartinib)：FLT3-ITDの場合において適応とされ、単剤で用いられる。
- ギルテリチニブ(gilteritinib)：FLT3/AXLの阻害剤

#### IDH阻害薬
「イソクエン酸脱水素酵素：IDH」のIDH1/IDH2遺伝子変異陽性AMLに対する薬剤として以下がある
- エナシデニブ(enasidenib)：IDH2遺伝子変異に対して高い選択性がある。AML細胞の好中球への分化効果もある。
- イボシデニブ(ivosidenib)：IDH1遺伝子変異に対して高い選択性がある。AML細胞の好中球への分化効果もある。日本でも6月から医療現場で使用できるようになった[16]。

## 疫学
急性骨髄性白血病の発症率は年間人口10万人あたり3-4人と考えられているので年間人口10万人あたり500人強罹患するがん全体の中ではまれながんである。しかし、他のがんは青年者ではほとんど罹患しないので青年者のがんの中では急性骨髄球性白血病はもっとも頻度が高く、また青年者の死亡のなかで急性骨髄性白血病による死亡は事故死についで多い。
とはいえ急性骨髄性白血病は若年者も発症するものの、高齢者の発症率はより高いため、人口の高齢化とともに発症率は増加している。

### 註釈
1. ↑  Down症ではない小児の比率がAML:ALL=1:4なのに対し、Down症児では1.2:1
2. ↑  以前はレチノイン酸症候群と呼ばれていたが、亜ヒ酸による分化誘導療法でも生じるため、あまり使われなくなった
3. ↑  エトポシドは2コース目のみ
4. ↑  施設や状況によって異なるが、標準的な前処置では放射線を2Gy×6回で計12Gyと同時に抗がん剤のシクロホスファミドを120mg/体重1kgあたりを投与、あるいはブスルファン12.8mg/kgとシクロホスファミドを120mg/kgを投与するが-出典、豊嶋『造血幹細胞移植』p.60-63、放射線6Gyだけでも致死量と言われ-出典がんサポート情報センターブスルファン12.8mg/kgとシクロホスファミドを120mg/kgも致死量をはるかに超えている。放射線量や抗がん剤の量を増やすほど再発の可能性は低くなるが治療関連死は増える。-出典、豊嶋『造血幹細胞移植』p.60-63
5. ↑  罹患と発症は違う物で、その病気にかかったら症状が無くとも罹患、病気にかかって症状が出たら発症である。ただし、急性骨髄性白血病では罹患率と発症率には大きな差はないのでここでは明確には区別していない。